# Ehemaliges Jesuitenkloster (Düsseldorf)
Das ehemalige Jesuitenkloster an der Andreasstraße 4, 6, 8 in Düsseldorf ist ein denkmalgeschütztes Gebäude. Das Gebäude wurde bis 2009 von der Stadtverwaltung genutzt. Es ist identisch mit dem Stadthaus (Düsseldorf) an der Mühlenstraße.

## Beschreibung
Das Gebäude wurde 1650 erbaut. Umbauten erfolgten im Jahre 1816 durch Franz Andreas Lehmann und Friedrich Kelderhoff für die preußische Bezirksregierung. 1823 baute Karl Friedrich Schinkel die Fassade im Stil des Berliner Klassizismus um. Das Haus zeigt eine Fassadenlänge von 19 Achsen und eine Tiefe von zwei Achsen. Geschossbegrenzende Gesimse, Fensterrahmungen, Quaderputz und ein Portal, das der italienischen Renaissance nachempfunden wurde, gliedern die Fassade.

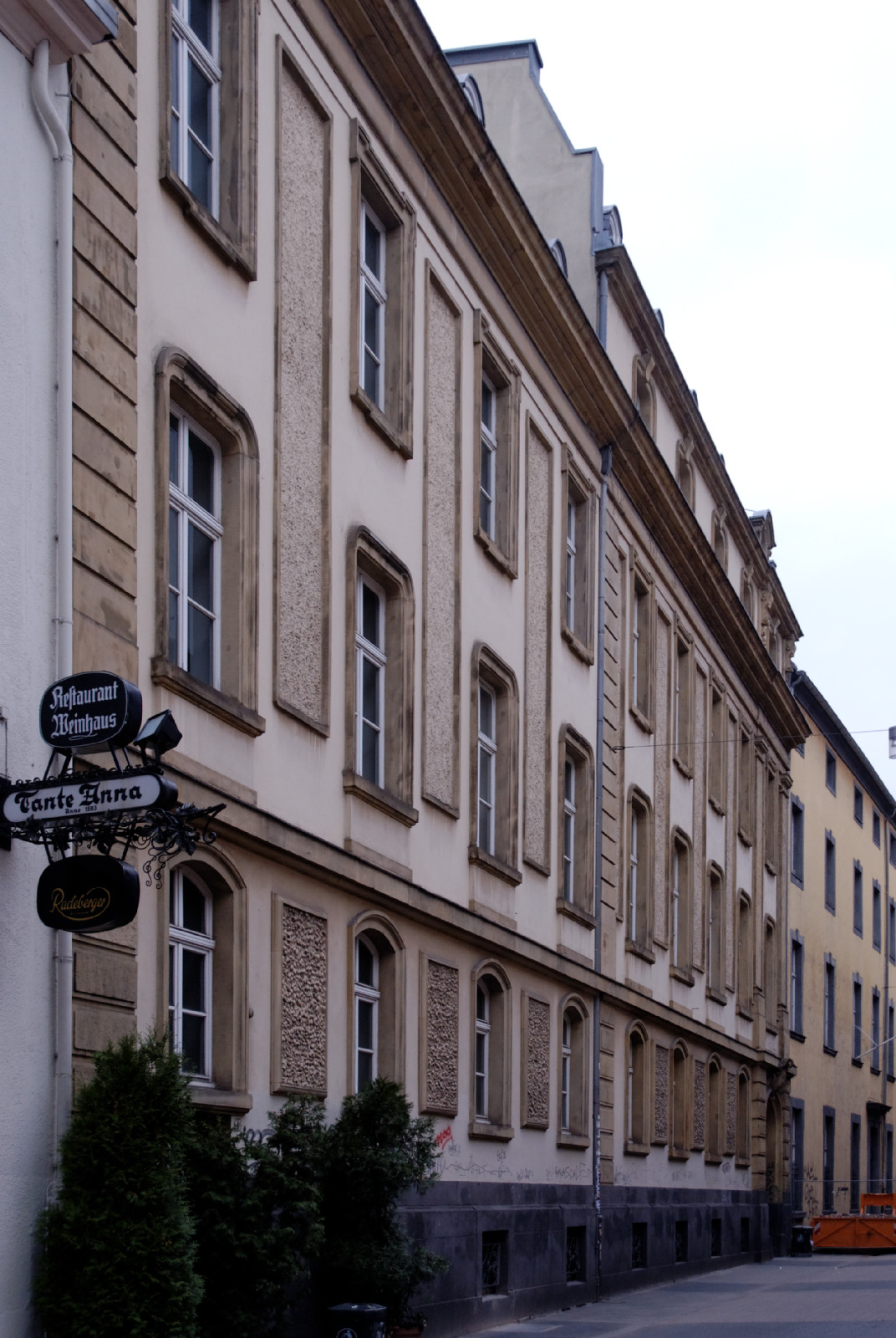
Haus Andreasstraße 4–6
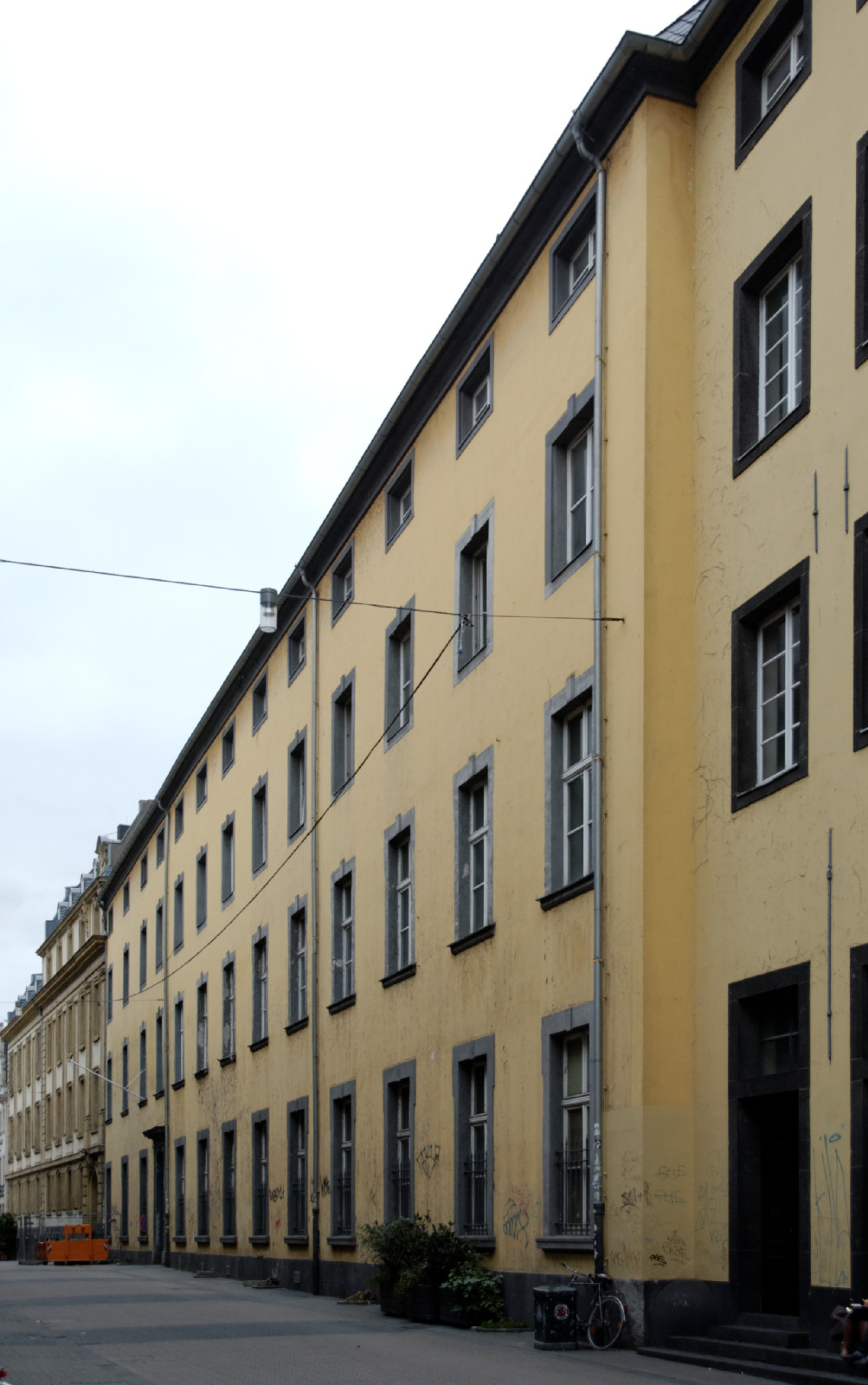
Haus Andreasstraße 8